# Square Claude-Charpentier
Le square Claude-Charpentier (ex-square du Mont-Cenis) est un square situé à Montmartre, dans le 18e arrondissement de Paris (France).

## Situation et accès
Le site est accessible par les 16-18, rue du Mont-Cenis.
Il est desservi par la ligne 12 à la station Lamarck - Caulaincourt.

## Caractéristiques
Le jardin entoure le Château d'eau de la rue du Mont-Cenis, également dénommé Château d'eau de Montmartre.

## Origine du nom
Claude Charpentier (1909-1995) est un architecte urbaniste qui s’appliqua à la sauvegarde de nombreux secteurs parisiens, notamment le Marais, Montmartre, les rives de la Seine, les Halles et le quartier Maubert. Il restaura également le Bateau-Lavoir, la célèbre cité d’artistes dévastée par un incendie en 1970, et construisit le Conservatoire de musique du 18e. Il repose à Montmartre au cimetière Saint-Vincent.

## Historique
Il s'appelait anciennement « square du Mont-Cenis ».